# Sega Champion Baseball
La Sega Champion Baseball es una videoconsola de arcade lanzada por Sega en 1982. Fueron lanzados sólo 2 juegos para la consola, que eran Champion Baseball y Champion Baseball 2.

## Características
- CPU Principal: 2 x Zilog Z80 @ 3.072 MHz
- Chip de Sonido: AY-8910 @ 1.5 MHz.
- Resolución de pantalla: 256x224
- Paleta: 32 colores